# Sinagoga Maguen David (Santiago de Chile)
La Sinagoga Maguen David es una de las sinagogas principales de la Comunidad Israelita Sefaradi, actualmente está ubicada dentro del Estadio Israelita Maccabi, en Avenida Las Condes 8361, comuna de Las Condes, Santiago, Chile.

## Historia

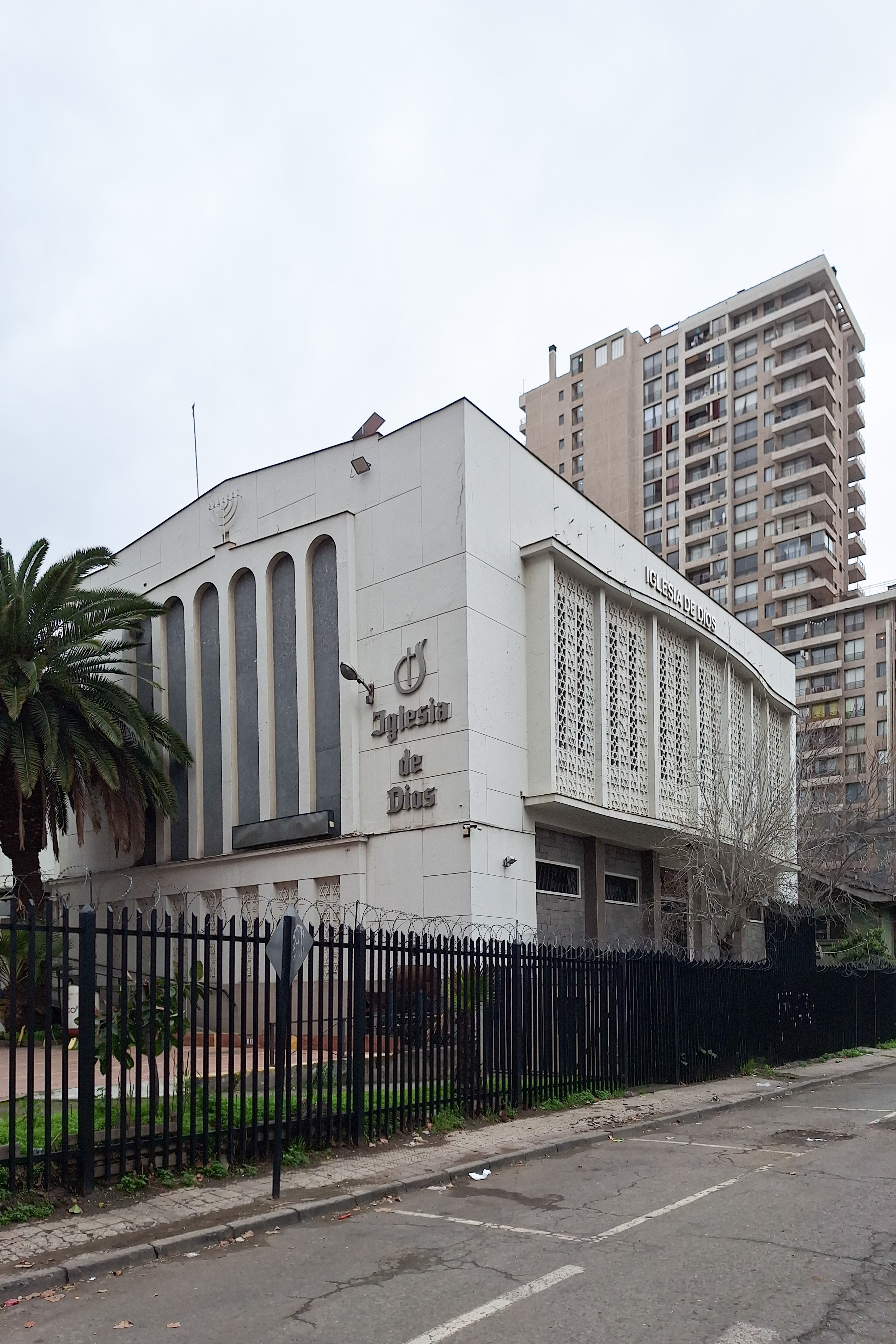
Antigua sinagoga en Santa Isabel, en el centro de Santiago.

En 1924, un grupo de 30 judíos sefarditas decidió fundar una comunidad. Entre 1925 y 1927, inauguraron su sede social, crearon un cementerio y conformaron el primer directorio. En 1945, esta comunidad emprendió la construcción de su primera sinagoga, el Templo Maguen David, ubicado en la comuna de Santiago, en la intersección de Avenida Santa Isabel  y Calle Maimónides. La sinagoga fue inaugurada en 1946 y permaneció en funcionamiento hasta 1988. En la actualidad, el edificio es utilizado como iglesia evangélica.
Entre 1988 y 2011, la sinagoga tuvo su segunda sede en Avenida Ricardo Lyon 812, en la comuna de Providencia. En 1994, se inauguró formalmente el Museo Sefarad. En 2011, el edificio fue arrendado y posteriormente vendido, lo que dio paso a la construcción de un edificio de departamentos. Posteriormente, la sinagoga fue trasladada al Estadio Israelita Maccabi, donde se encuentra actualmente, convirtiéndolo en su tercera sede.
Dentro de la sinagoga funciona el Museo Sefaradí, el Instituto de Estudios Sefaradíes y el Coro Sefarad.